# 트윗덱
트윗덱(TweetDeck)은 트위터와 페이스북 계정 관리를 위한 소셜 미디어 대시보드 애플리케이션이다. 다른 트위터 애플리케이션처럼 이 소프트웨어도 트위터 API를 통해 메시지를 보내고 받거나 프로필을 볼 수 있다. 2009년 6월 기준으로 트위터 사용 인구 중 트위터 공식 홈페이지 45.7%에 이어 19%를 차지해 트위터 애플리케이션 시장에서 가장 큰 비중을 차지하고 있으며, 마이크로소프트 윈도우, 맥 OS X, 크롬 OS, 리눅스 등 여러 운영 체제에서 실행이 가능하다. 2009년 6월 19일 아이폰 버전이 출시되고 이어 2010년 5월에 아이패드 버전이 출시되었다. 안드로이드 버전은 베타 테스트를 거치며 곧 출시될 예정이다.
트윗덱은 원래 2011년 5월 25일까지 이안 도즈워스가 개발하고 있다가, 트위터가 트윗덱을 현금 및 주식 자산 총합 4~5천 달러에 매입했다는 루머가 나오고, 이후 2011년 12월 8일, 트위터가 "트위터와 함께하는 트윗덱" (TweetDeck by Twitter)이라는 이름과 함께 트위터의 서비스 중 한 부문으로 새로 출시된다.